# Liste der Fußballspiele zwischen Club Atlético Peñarol und Club Nacional de Football
Die Liste der Fußballspiele zwischen Club Atlético Peñarol und Club Nacional de Football umfasst alle Pflicht- und Freundschaftsspiele zwischen den ersten Herrenmannschaften der beiden erfolgreichsten Fußballvereine Uruguays, dem Club Atlético Peñarol sowie dem Club Nacional de Football. Beide sind – wie auch die große Mehrzahl der anderen uruguayischen Fußballvereine – in der Landeshauptstadt Montevideo beheimatet.
Seit Anfang des 20. Jahrhunderts existiert eine überaus stark ausgeprägte Rivalität zwischen beiden Klubs, deren Anhängerschaft das Land traditionell spaltet und deren Spiele (Clásicos genannt) einen immensen gesellschaftlichen Stellenwert haben. Es handelt sich um das älteste Fußballderby außerhalb des Vereinigten Königreichs und ist auf dem amerikanischen Kontinent in seiner Bedeutung nur mit den argentinischen Superclásicos zwischen den Boca Juniors und River Plate vergleichbar.

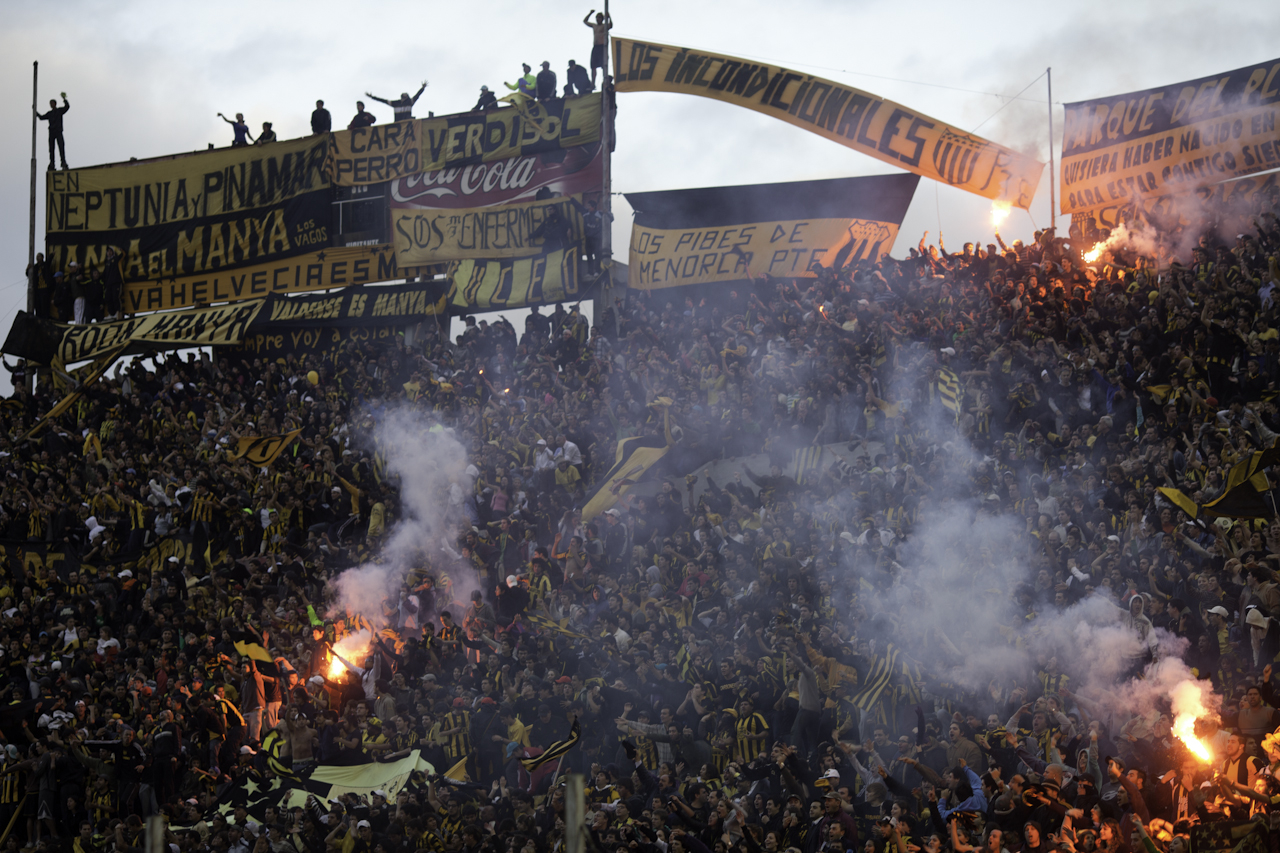
Die Clásicos sind traditionell die Saisonhöhepunkte für die Anhänger beider Teams. Hier bejubeln Fans des CA Peñarol im Estadio Centenario am 18. Mai 2010 das 1:1 ihrer Mannschaft gegen Nacional im Finalrückspiel um die Meisterschaft, das den Schwarz-Gelben in Kombination mit dem 1:0-Sieg aus dem Hinspiel den ersten Titelgewinn seit sieben Jahren sicherte.

Der CA Peñarol ging aus dem Central Uruguay Railway Cricket Club (CURCC) hervor, dem 1891 gegründeten Sportverein für die Arbeiter und Angestellten der britischen Eisenbahngesellschaft Central Uruguay Railway in Montevideo. Er hat seine Wurzeln somit in der zumeist aus englischen Immigranten bestehenden Werksbelegschaft – ein Umstand, der auf viele südamerikanische und speziell uruguayische Fußballvereine im ausgehenden 19. Jahrhundert zutrifft. Nacional hingegen betonte – ähnlich dem Albion Football Club – in seinen Statuten von Beginn an die nationale Identität, war der erste kreolische Verein Lateinamerikas und der erste Fußballverein Uruguays, der nicht von Briten gegründet oder geführt wurde. Markantester und permanenter Reibungspunkt zwischen beiden Vereinen, speziell zwischen ihren Anhängern, ist die Frage nach dem ältesten Fußballverein Uruguays. Der 1899 gegründete Club Nacional de Football beansprucht diesen Titel für sich und argumentiert, dass CA Peñarol erst 1913 als eigenständiger Fußballverein gegründet worden sei und nicht als Nachfolger des CURCC gelten könne, da dieser aufgelöst wurde. CURCC bestand bereits acht Jahre vor Nacional. Durch die Legitimierung der Asociación Uruguaya de Fútbol und der uruguayischen Regierung gilt allerdings offiziell Peñarol als legitimer CURCC-Nachfolger in einer Linie und somit als ältester Fußballclub des Landes. Anmerkung: Der Albion Football Club wurde 1891 bereits knapp vier Monate vor dem CURCC gegründet, findet aber in dieser Fragestellung oftmals keine Berücksichtigung, da die Mannschaft heute nur noch in der dritten Liga spielt.
Seit dem ersten Aufeinandertreffen beider Klubs im Sommer 1900 wurden in verschiedensten Wettbewerben insgesamt 518 Partien ausgetragen – das Gros davon in der Amateurliga sowie der 1932 daraus hervorgegangenen Primera División Profesional. Fünf Spiele werden zwar in der Regel mit in der Gesamtliste geführt, fließen aber auf Grund von Abbrüchen oder ihres provisorischen Charakters nicht in die Ergebnisstatistik mit ein. Zudem gab es drei Begegnungen, die am grünen Tisch entschieden wurden, da der Gegner nicht antrat.

## Übersicht der Spiele
Die farbliche Hinterlegung der Zeilen orientiert sich an den Trikot- und Vereinsfarben der beiden Klubs und hebt die jeweils siegreiche Mannschaft hervor. Aktueller Stand der Liste: 18. Januar 2014.
| Nummer | Datum         | Wettbewerb                                        | Spieltag/Runde                      | Heim          | Ergebnis        | Sieger | Besondere Vorkommnisse |
| ------ | ------------- | ------------------------------------------------- | ----------------------------------- | ------------- | --------------- | ------ | --- |
| 1      | 15. Juli 1900 |                                                   |                                     | Nacional      | 0:2             |        | Erstes Spiel zwischen beiden Vereinen. |
| 2      | 14. Apr. 1901 |                                                   |                                     | CURCC         | 1:0             |        | |
| 3      | 28. Apr. 1901 | Competition Cup                                   |                                     | Nacional      | 0:1             |        | |
| 4      | 12. Mai 1901  | Competition Cup                                   |                                     | CURCC         | 3:1             |        | |
| 5      | 6. Juni 1901  | Meisterschaft                                     |                                     | Nacional      | 1:1             |        | Das Spiel wurde abgebrochen. |
| 6      | 28. Juli 1901 | Meisterschaft                                     |                                     | Nacional      | 1:1             |        | Wiederholung der vorherigen Partie. |
| 7      | 18. Aug. 1901 | Meisterschaft                                     |                                     | CURCC         | 2:0             |        | |
| 8      | 18. Mai 1902  | Meisterschaft                                     |                                     | Nacional      | 2:1             |        | Erster Sieg von Nacional. |
| 9      | 3. Aug. 1902  | Competition Cup                                   |                                     | CURCC         | 2:0             |        | |
| 10     | 10. Aug. 1902 | Meisterschaft                                     |                                     | CURCC         | 1:3             |        | |
| 11     | 12. Juni 1903 | Competition Cup                                   |                                     | Nacional      | 2:0             |        | |
| 12     | 19. Juli 1903 | Meisterschaft                                     |                                     | Nacional      | 0:0             |        | Erstes Aufeinandertreffen, das torlos endete. |
| 13     | 27. Sep. 1903 | Meisterschaft                                     |                                     | CURCC         | 1:1             |        | |
| 14     | 24. Juli 1904 | Competition Cup                                   |                                     | CURCC         | 2:1             |        | |
| 15     | 28. Aug. 1904 | Meisterschaft                                     |                                     | Nacional      | 3:2             |        | Nachträgliches Finale der Vorjahressaison. |
| 16     | 14. Mai 1905  | Meisterschaft                                     |                                     | Nacional      | 1:1             |        | Das Spiel wurde abgebrochen, da es nach dem Ausgleich von Nacional – der aus einer Abseitsposition heraus erzielt zu sein schien – zu Unruhen unter den Zuschauern kam. |
| 17     | 9. Juli 1905  | Meisterschaft                                     |                                     | Nacional      | 0:0             |        | Wiederholung der vorherigen Partie. Auch dieses Spiel wurde aus Sicherheitsgründen abgebrochen. |
| 18     | 23. Juli 1905 | Copa de Honor                                     |                                     | Nacional      | 1:0             |        | |
| 19     | 6. Aug. 1905  | Meisterschaft                                     |                                     | CURCC         | 2:0             |        | |
| 20     | 1. Okt. 1905  | Meisterschaft                                     |                                     | Nacional      | 0:1             |        | Wiederholung der Begegnung vom 14. Mai gleichen Jahres. |
| 21     | 15. Okt. 1905 |                                                   |                                     | Nacional      | 0:4             |        | |
| 22     | 6. Mai 1906   | Meisterschaft                                     |                                     | Nacional      | 2:1             |        | |
| 23     | 15. Juli 1906 | Copa de Honor                                     |                                     | Nacional      | 0:0             |        | |
|        | 29. Aug. 1906 | Meisterschaft                                     |                                     |               | W.O.            |        | Das Spiel war einer von drei Clásicos die per W.O. entschieden wurden. |
| 24     | 9. Sep. 1906  | Meisterschaft & Copa de Honor                     |                                     | CURCC         | 0:1             |        | |
| 25     | 7. Okt. 1906  |                                                   |                                     | Nacional      | 1:0             |        | |
| 26     | 21. Apr. 1907 |                                                   |                                     | Nacional      | 2:2             |        | |
| 27     | 2. Juni 1907  | Meisterschaft                                     |                                     | CURCC         | 2:1             |        | |
| 28     | 7. Juli 1907  | Meisterschaft                                     |                                     | Nacional      | 0:0             |        | |
| 29     | 14. Juli 1907 | Competition Cup                                   |                                     | CURCC         | 1:0             |        | |
| 30     | 17. Mai 1908  | Competition Cup                                   |                                     | CURCC         | 0:0             |        | |
| 31     | 18. Okt. 1908 | Copa Juan Cat                                     |                                     | Nacional      | 1:0             |        | |
| 32     | 1. Nov. 1908  | Copa Juan Cat                                     |                                     | CURCC         | 3:1             |        | |
| 33     | 8. Nov. 1908  |                                                   |                                     | Nacional      | 1:0             |        | Das Spiel war ursprünglich als Partie um die Copa Juan Cat ausgewiesen, wurde aber auf Grund von Unruhen unter den Zuschauern als Freundschaftsspiel gewertet. |
| 34     | 22. Nov. 1908 | Copa Juan Cat                                     |                                     | Nacional      | 3:2 n. V.       |        | Erstes Spiel beider Mannschaften, das in der Verlängerung entschieden wurde. |
| 35     | 1. Mai 1909   | Meisterschaft                                     |                                     | CURCC         | 1:0 n. V.       |        | |
| 36     | 5. Dez. 1909  | Meisterschaft                                     |                                     | Nacional      | 1:4             |        | |
| 37     | 17. Apr. 1910 | Meisterschaft                                     |                                     | Nacional      | 2:0             |        | |
| 38     | 19. Apr. 1910 |                                                   |                                     | Nacional      | 1:0             |        | |
| 39     | 3. Juli 1908  | Competition Cup                                   |                                     | CURCC         | 3:1             |        | |
| 40     | 17. Juli 1910 | Copa de Honor                                     |                                     | Nacional      | 1:1             |        | |
| 41     | 24. Juli 1910 | Copa de Honor                                     |                                     | CURCC         | 3:1             |        | |
| 42     | 14. Aug. 1910 |                                                   |                                     | CURCC         | 1:1             |        | |
| 43     | 9. Okt. 1910  | Meisterschaft                                     |                                     | CURCC         | 2:2             |        | |
| 44     | 19. Apr. 1911 | Meisterschaft                                     |                                     | CURCC         | 4:0             |        | |
| 45     | 2. Juli 1911  | Copa La Razón                                     |                                     | Nacional      | 2:1             |        | |
| 46     | 9. Juli 1911  | Meisterschaft                                     |                                     | Nacional      | 0:1             |        | |
| 47     | 1. Nov. 1911  | Copa de Honor                                     |                                     | Nacional      | 3:7             |        | Bislang torreichste Begegnung in der Geschichte des Derbys. |
| 48     | 19. Apr. 1912 | Copa Artigas                                      |                                     | CURCC         | 2:1 n. V.       |        | |
| 49     | 9. Juni 1912  | Meisterschaft                                     |                                     | Nacional      | 2:0             |        | |
| 50     | 28. Juli 1912 | Meisterschaft                                     |                                     | CURCC         | 0:3             |        | |
| 51     | 1. Sep. 1912  | Competition Cup                                   |                                     | Nacional      | 1:0             |        | |
| 52     | 8. Sep. 1912  | Copa de Honor                                     |                                     | Nacional      | 1:1             |        | |
| 53     | 15. Sep. 1912 | Competition Cup                                   |                                     | CURCC         | 1:1             |        | |
| 54     | 29. Sep. 1912 | Competition Cup                                   |                                     | CURCC         | 4:2 n. V.       |        | |
| 55     | 20. Okt. 1912 | Copa de Honor                                     |                                     | CURCC         | 2:1             |        | |
| 56     | 1. Nov. 1912  | Competition Cup                                   |                                     | Nacional      | 3:0             |        | |
| 57     | 13. Apr. 1913 | Instrucciones Año XIII                            |                                     | Nacional      | 3:2             |        | |
| 58     | 20. Apr. 1913 | Meisterschaft                                     |                                     | Nacional      | 4:1             |        | |
| 59     | 14. Dez. 1913 | Meisterschaft                                     |                                     | CURCC Peñarol | 2:2             |        | Erste Partie nach der Herauslösung der Fußballsparte aus dem CURCC am Vortag. |
| 60     | 24. Mai 1914  | Meisterschaft                                     |                                     | Nacional      | 1:1             |        | Erstes Clásico nach der offiziellen Umbenennung eines der beiden Kontrahenten in Club Atlético Peñarol. |
| 61     | 26. Juli 1914 |                                                   |                                     | Nacional      | 1:2             |        | |
| 62     | 27. Sep. 1914 | Meisterschaft                                     |                                     | CA Peñarol    | 0:0             |        | |
| 63     | 22. Nov. 1914 |                                                   |                                     | Nacional      | 1:2             |        | |
| 64     | 6. Dez. 1914  | Copa de Honor                                     |                                     | Nacional      | 1:0             |        | |
| 65     | 20. Dez. 1914 | Competition Cup                                   |                                     | Nacional      | 2:1             |        | |
| 66     | 11. Apr. 1915 |                                                   |                                     | Nacional      | 1:0             |        | |
| 67     | 1. Mai 1915   | Meisterschaft                                     |                                     | Nacional      | 2:1             |        | |
| 68     | 8. Aug. 1915  | Meisterschaft                                     |                                     | CA Peñarol    | 1:2             |        | |
| 69     | 19. Sep. 1915 | Copa de Honor                                     |                                     | Nacional      | 3:1             |        | |
| 70     | 26. März 1916 |                                                   |                                     | Nacional      | 0:2             |        | |
| 71     | 19. Apr. 1916 | Copa La Transatlántica                            |                                     | CA Peñarol    | 3:1             |        | Eröffnungsspiel der Las Acacias, des neuen Stadions des CA Peñarol. |
| 72     | 18. Mai 1916  | Copa de Honor                                     |                                     | Nacional      | 3:2 n. V.       |        | Die Verlängerung betrug summiert 60 Minuten. |
| 73     | 4. Juni 1916  | Meisterschaft                                     |                                     | Nacional      | 1:0             |        | |
| 74     | 17. Sep. 1916 | Competition Cup                                   |                                     | CA Peñarol    | 2:1             |        | |
| 75     | 12. Nov. 1916 | Meisterschaft                                     |                                     | CURCC         | 1:3             |        | |
| 76     | 20. Mai 1917  | Meisterschaft                                     |                                     | Nacional      | 4:0             |        | |
| 77     | 27. Mai 1917  | Copa Albion                                       | Hinspiel                            | Nacional      | 1:1 n. V.       |        | Nachträgliche Austragung um den Pokal der Vorjahressaison. Die Verlängerung betrug summiert 60 Minuten. Die Begegnung wurde wegen einsetzender Dunkelheit abgebrochen. |
| 78     | 29. Juni 1917 | Copa Albion                                       | Rückspiel                           | CA Peñarol    | 2:1             |        | |
| 79     | 28. Okt. 1917 | Copa de Honor                                     |                                     | Nacional      | 4:2             |        | |
| 80     | 11. Nov. 1917 | Meisterschaft                                     |                                     | CA Peñarol    | 0:0             |        | Die Begegnung wird in der Literatur als sogenannter „Clásico der Schande“ bezeichnet, da im Vorfeld und Nachgang des Spiels eine Bestechung von Spielern Peñarols im Raume stand. Die zentralen Vorwürfe richteten sich hier letztendlich gegen Manuel Varela, wobei auch eine Beteiligung des im Nachgang mehr oder weniger entlasteten José Pérez und anfangs auch José Piendibene in Erwägung gezogen wurde.                                                               |
| 81     | 16. Dez. 1917 | Copa Albion                                       | Hinspiel                            | CA Peñarol    | 1:1             |        | |
| 82     | 23. Dez. 1917 | Copa Albion                                       | Rückspiel                           | Nacional      | 1:3             |        | |
| 83     | 9. Juni 1918  | Meisterschaft                                     |                                     | CA Peñarol    | 1:0             |        | |
| 84     | 1. Sep. 1918  | Copa de Honor                                     |                                     | Nacional      | 4:0             |        | |
|        | 1. Nov. 1918  | Copa de Honor                                     |                                     |               | W.O.            |        | Das Spiel war einer von drei Clásicos die per W.O. entschieden wurden. Da zu jener Zeit Montevideo von einer Grippewelle erfasst war, vermeldete Nacional am Spieltag, dass alle Spieler der Mannschaft erkrankt seien und man nicht antreten könne. Die El País thematisierte dies anschließend ironisierend, da die tatsächliche Erkrankung in Zweifel gezogen wurde. |
| 85     | 24. Nov. 1918 | Meisterschaft                                     |                                     | Nacional      | 0:1             |        | Die Partie wurde nach 75 Minuten abgebrochen, da es zu Unruhen gekommen war, als der Schiedsrichter einem Tor von Nacional die Anerkennung verweigerte. Die restlichen 15 Minuten spielte man genau einen Monat später aus – dieses kurze Aufeinandertreffen war jedoch kein offizielles Spiel und diente lediglich der Vollständigkeit. |
| 86     | 30. März 1919 | Copa Doctor Brum                                  |                                     | Nacional      | 1:0             |        | |
| 87     | 17. Apr. 1919 | Copa Albion                                       | Hinspiel                            | CA Peñarol    | 1:1             |        | |
| 88     | 20. Apr. 1919 | Copa Albion                                       | Rückspiel                           | Nacional      | 2:0             |        | |
| 89     | 8. Juni 1919  |                                                   |                                     | Nacional      | 2:3             |        | |
| 90     | 3. Aug. 1919  | Meisterschaft                                     |                                     | CA Peñarol    | 0:2             |        | |
| 91     | 14. Dez. 1919 | Competition Cup                                   |                                     | Nacional      | 1:0             |        | |
| 92     | 21. Dez. 1919 | Meisterschaft                                     |                                     | Nacional      | 2:1             |        | |
| 93     | 4. Apr. 1920  |                                                   |                                     | Nacional      | 1:2             |        | |
| 94     | 2. Mai 1920   | Meisterschaft                                     |                                     | CA Peñarol    | 1:0             |        | |
| 95     | 29. Aug. 1920 | Meisterschaft                                     |                                     | Nacional      | 1:1             |        | |
| 96     | 21. Sep. 1920 | Copa Gómez Ferreira                               |                                     | Nacional      | 3:3             |        | |
| 97     | 12. Dez. 1920 | Copa de Honor                                     |                                     | Nacional      | 1:0             |        | |
| 98     | 27. März 1921 | Copa Doctor Brum                                  | Hinspiel                            | Nacional      | 0:1             |        | |
| 99     | 10. Apr. 1921 | Copa Doctor Brum                                  | Rückspiel                           | CA Peñarol    | 1:1             |        | |
| 100    | 12. Juni 1921 | Meisterschaft                                     |                                     | Nacional      | 1:0             |        | |
| 101    | 26. Juni 1921 | Copa Delbene                                      |                                     | Nacional      | 1:0             |        | |
| 102    | 24. Juli 1921 | Competition Cup                                   |                                     | Nacional      | 1:0 n. V.       |        | |
| 103    | 25. Dez. 1921 | Meisterschaft                                     |                                     | CA Peñarol    | 2:1             |        | |
| 104    | 14. Apr. 1922 | Copa Doctor Brum                                  |                                     | Nacional      | 1:2             |        | Nachträgliche Austragung um den Pokal der Vorjahressaison. |
| 105    | 25. Mai 1922  | Meisterschaft                                     |                                     | CA Peñarol    | 0:0             |        | |
| 106    | 25. Juni 1922 | Honour Cup                                        |                                     | CA Peñarol    | 4:1             |        | |
| 107    | 2. Nov. 1922  | Copa Peyrou                                       |                                     | Nacional      | 3:1             |        | Letztes Clásico für über drei Jahre, da sich der CA Peñarol mit einigen anderen Vereinen von der Asociación Uruguaya de Fútbol (AUF) abspaltete und die Federación Uruguaya de Fútbol (FUF) gründete. Diese organisierte über einen Zeitraum von zwei Spielzeiten (1923 und 1924) eine parallellaufende Meisterschaft. |
| 108    | 8. Nov. 1925  | Copa Florence & Copa Impartial & Press Circle Cup |                                     | Nacional      | 0:1             |        | |
| 109    | 6. Dez. 1925  |                                                   |                                     | Nacional      | 2:2             |        | |
| 110    | 19. Apr. 1926 | Referees’ Union Cup                               |                                     | Nacional      | 0:1             |        | Das Spiel wurde abgebrochen. |
| 111    | 23. Mai 1926  | Copa del Consejo Provisorio                       |                                     | CA Peñarol    | 1:0             |        | Die Meisterschaftssaison des Jahres 1926 wird auf Grund der damals herrschenden Übergangsverhältnisse – Wiedervereinigung beider Ligasysteme und Auflösung der FUF – nicht als offizielle Spielzeit um den Titel des uruguayischen Meisters anerkannt. |
| 112    | 19. Juni 1926 | Copa Larre Borges                                 |                                     | Nacional      | 3:0             |        | |
| 113    | 22. Aug. 1926 | Copa del Consejo Provisorio                       |                                     | Nacional      | 2:1             |        | Das Spiel wurde abgebrochen. |
|        | 26. Dez. 1926 | Meisterschaft                                     |                                     |               | W.O.            |        | Das Spiel war einer von drei Clásicos die per W.O. entschieden wurden. |
| 114    | 29. Mai 1927  | Meisterschaft                                     |                                     | Nacional      | 2:1             |        | |
| 115    | 12. Feb. 1928 | Meisterschaft                                     |                                     | CA Peñarol    | 0:0             |        | Das Spiel wurde abgebrochen, da Fans das Spielfeld stürmten. |
| 116    | 11. März 1928 | Meisterschaft                                     |                                     | CA Peñarol    | 1:1             |        | Wiederholung der vorherigen Partie. |
| 117    | 7. Okt. 1928  | Copa Serrato                                      |                                     | Nacional      | 1:0             |        | |
| 118    | 14. Okt. 1928 | Meisterschaft                                     |                                     | Nacional      | 0:1             |        | |
| 119    | 6. Jan. 1929  | Meisterschaft                                     |                                     | CA Peñarol    | 1:1             |        | |
| 120    | 18. Aug. 1929 | Copa Serrato                                      |                                     | Nacional      | 1:1 n. V        |        | |
| 121    | 13. Okt. 1929 | Meisterschaft                                     |                                     | Nacional      | 1:0             |        | |
| 122    | 28. Sep. 1930 | Meisterschaft                                     |                                     | CA Peñarol    | 1:0             |        | |
| 123    | 5. Juli 1931  | Meisterschaft                                     |                                     | Nacional      | 1:0             |        | |
| 124    | 11. Okt. 1931 | Meisterschaft                                     |                                     | CA Peñarol    | 1:1             |        | |
| 125    | 6. Dez. 1931  | Copa Dr Raúl Jude                                 |                                     | Nacional      | 1:0             |        | |
| 126    | 10. Apr. 1932 | Copa del Estadio                                  | Hinspiel                            | CA Peñarol    | 1:1             |        | |
| 127    | 15. Mai 1932  | Copa del Estadio                                  | Rückspiel                           | Nacional      | 2:1             |        | Obschon die AUF bereits am 29. April 1932 den Profifußball eingeführt, und die Liga dementsprechend umgestaltet hatte, war dieses Spiel knapp zwei Wochen später das letzte Clásico der Amateurära des uruguayischen Fußballs. |
| 128    | 7. Aug. 1932  | Meisterschaft                                     |                                     | CA Peñarol    | 2:0             |        | |
| 129    | 9. Okt. 1932  | Meisterschaft                                     |                                     | Nacional      | 0:2             |        | |
| 130    | 11. Feb. 1933 | Meisterschaft                                     | Finale                              | CA Peñarol    | 2:0             |        | Finale um die Meisterschaft des Vorjahres. |
| 131    | 11. Juni 1933 | Meisterschaft                                     |                                     | Nacional      | 2:0             |        | |
| 132    | 13. Aug. 1933 | Meisterschaft                                     |                                     | Nacional      | 2:2             |        | |
| 133    | 19. Nov. 1933 | Meisterschaft                                     |                                     | CA Peñarol    | 2:0             |        | |
| 134    | 27. Mai 1934  | Meisterschaft                                     | Finale                              | Nacional      | 0:0             |        | Finale um die Meisterschaft des Vorjahres. Die Partie wurde nach 70 Minuten abgebrochen. Die restlichen 20 Minuten sowie die 60 Minuten Verlängerung spielte man am 25. August aus – dieses Aufeinandertreffen war jedoch kein offizielles Spiel und diente lediglich der Vollständigkeit. |
| 135    | 10. Juni 1934 | Competition Cup                                   |                                     | Nacional      | 3:0             |        | |
| 136    | 2. Sep. 1934  | Meisterschaft                                     | Finale                              | CA Peñarol    | 0:0 n. V.       |        | Finale um die Meisterschaft des Vorjahres. Die Verlängerung betrug summiert 60 Minuten. |
| 137    | 16. Sep. 1934 | Meisterschaft                                     |                                     | Nacional      | 0:0             |        | |
| 138    | 18. Nov. 1934 | Meisterschaft                                     | Finale                              | Nacional      | 3:2             |        | Finale um die Meisterschaft des Vorjahres und Rückspiel für die torlose Partie am 2. September. |
| 139    | 2. Dez. 1934  | Meisterschaft                                     |                                     | CA Peñarol    | 1:1             |        | |
| 140    | 28. Apr. 1935 | Meisterschaft                                     |                                     | CA Peñarol    | 1:1             |        | Das Spiel zählte noch zur Vorjahressaison. |
| 141    | 14. Juli 1935 | Meisterschaft                                     |                                     | Nacional      | 1:2             |        | |
| 142    | 13. Okt. 1935 | Honour Cup                                        |                                     | CA Peñarol    | 0:0             |        | |
| 143    | 8. Dez. 1935  | Meisterschaft                                     |                                     | CA Peñarol    | 3:0             |        | |
| 144    | 25. Jan. 1936 | Nocturno Rioplatense                              |                                     | Nacional      | 2:2             |        | |
| 145    | 6. Sep. 1936  | Meisterschaft                                     |                                     | CA Peñarol    | 4:0             |        | |
| 146    | 29. Nov. 1936 | Meisterschaft                                     |                                     | Nacional      | 1:1             |        | |
| 147    | 30. Mai 1937  | Honour Cup                                        |                                     | Nacional      | 1:1             |        | |
| 148    | 22. Aug. 1937 | Meisterschaft                                     |                                     | Nacional      | 2:2             |        | |
| 149    | 12. Dez. 1937 | Meisterschaft                                     |                                     | CA Peñarol    | 4:0             |        | |
| 150    | 12. März 1938 | Nocturno Rioplatense                              |                                     | Nacional      | 2:1             |        | |
| 151    | 5. Juni 1938  | Honour Cup                                        |                                     | Nacional      | 1:1             |        | |
| 152    | 28. Aug. 1938 | Meisterschaft                                     |                                     | CA Peñarol    | 3:1             |        | |
| 153    | 11. Sep. 1938 | Lord Wellindon Cup                                |                                     | Nacional      | 3:1             |        | |
| 154    | 4. Dez. 1938  | Meisterschaft                                     |                                     | Nacional      | 2:1             |        | Erster Sieg Nacionals in einem Meisterschafts-Clásico seit dem 18. November 1934. |
| 155    | 11. Juni 1939 | Honour Cup                                        |                                     | Nacional      | 2:0             |        | |
| 156    | 24. Sep. 1939 | Meisterschaft                                     |                                     | CA Peñarol    | 2:1             |        | |
| 157    | 17. Dez. 1939 | Meisterschaft                                     |                                     | Nacional      | 1:0             |        | Beginn der mit acht Partien längsten Siegesserie eines der beiden Kontrahenten. |
| 158    | 28. Apr. 1940 | Meisterschaft                                     | Finale                              | Nacional      | 3:2 n. V.       |        | Finale um die Meisterschaft des Vorjahres. |
| 159    | 16. Juni 1940 | Honour Cup                                        |                                     | Nacional      | 4:1             |        | |
| 160    | 1. Sep. 1940  | Meisterschaft                                     |                                     | CA Peñarol    | 2:3             |        | |
| 161    | 8. Dez. 1940  | Meisterschaft                                     |                                     | Nacional      | 5:1             |        | |
| 162    | 29. Juni 1941 | Competition Cup                                   |                                     | Nacional      | 3:2             |        | |
| 163    | 14. Sep. 1941 | Meisterschaft                                     |                                     | CA Peñarol    | 0:1             |        | |
| 164    | 14. Dez. 1941 | Meisterschaft                                     |                                     | Nacional      | 6:0             |        | |
| 165    | 28. Juni 1942 | Competition Cup                                   |                                     | CA Peñarol    | 3:1             |        | |
| 166    | 6. Sep. 1942  | Meisterschaft                                     |                                     | CA Peñarol    | 2:3             |        | |
| 167    | 15. Nov. 1942 | Meisterschaft                                     |                                     | Nacional      | 4:0             |        | |
| 168    | 13. Feb. 1943 | Nocturno Rioplatense                              |                                     | CA Peñarol    | 4:2             |        | |
| 169    | 6. Juni 1943  | Competition Cup                                   |                                     | Nacional      | 1:0             |        | |
| 170    | 22. Aug. 1943 | Meisterschaft                                     |                                     | CA Peñarol    | 1:2             |        | |
| 171    | 21. Nov. 1943 | Competition Cup                                   |                                     | Nacional      | 3:1             |        | |
| 172    | 5. Dez. 1943  | Honour Cup                                        | Finale                              | Nacional      | 3:2             |        | |
| 173    | 5. Feb. 1944  | Nocturno Rioplatense                              |                                     | CA Peñarol    | 0:0             |        | |
| 174    | 25. Juni 1944 | Competition Cup                                   |                                     | Nacional      | 2:1             |        | |
| 175    | 10. Sep. 1944 | Meisterschaft                                     |                                     | CA Peñarol    | 2:0             |        | |
| 176    | 26. Nov. 1944 | Meisterschaft                                     |                                     | Nacional      | 2:2             |        | |
| 177    | 10. Dez. 1944 | Meisterschaft                                     | Finale                              | Nacional      | 0:0 n. V.       |        | Finale um die Meisterschaft des Vorjahres. Die Verlängerung betrug summiert 60 Minuten. |
| 178    | 17. Dez. 1944 | Meisterschaft                                     | Finale                              | CA Peñarol    | 3:2             |        | Finale um die Meisterschaft des Vorjahres und Rückspiel für die torlose Partie eine Woche zuvor. |
| 179    | 10. Juni 1945 | Competition Cup                                   |                                     | Nacional      | 3:1             |        | |
| 180    | 26. Aug. 1945 | Meisterschaft                                     |                                     | CA Peñarol    | 2:1             |        | |
| 181    | 4. Nov. 1945  | Meisterschaft                                     |                                     | Nacional      | 2:1             |        | |
| 182    | 23. Juni 1946 | Competition Cup                                   |                                     | Nacional      | 1:0             |        | |
| 183    | 15. Sep. 1946 | Meisterschaft                                     |                                     | CA Peñarol    | 1:1             |        | |
| 184    | 8. Dez. 1946  | Meisterschaft                                     |                                     | Nacional      | 3:4             |        | |
| 185    | 8. Juni 1947  | Competition Cup                                   |                                     | CA Peñarol    | 1:0             |        | |
| 186    | 10. Aug. 1947 | Meisterschaft                                     |                                     | Nacional      | 1:0             |        | |
| 187    | 26. Okt. 1947 | Meisterschaft                                     |                                     | CA Peñarol    | 2:2             |        | |
| 188    | 20. Juni 1948 | Competition Cup                                   |                                     | Nacional      | 2:0             |        | |
| 189    | 5. Sep. 1948  | Meisterschaft                                     |                                     | Nacional      | 2:0             |        | |
| 190    | 24. Juli 1949 | Competition Cup                                   |                                     | CA Peñarol    | 3:1             |        | |
| 191    | 9. Okt. 1949  | Meisterschaft                                     |                                     | CA Peñarol    | 2:0             |        | Eines der berühmtesten Clásicos. Peñarol führte zur Halbzeit 2:0. Daraufhin entschied sich die Mannschaft von Nacional, nach der Pause nicht wieder aufzulaufen, sondern verließ das Stadion heimlich durch die Hintertüren der Umkleidekabinen. Ihre Fans argumentierten später, es hätte Unstimmigkeiten mit dem Schiedsrichter gegeben. Die Anhänger Peñarols dagegen beharrten auf der Angst Nacionals vor weiteren Gegentreffern als Ursache für die Flucht.             |
| 192    | 17. Dez. 1949 | Meisterschaft                                     |                                     | Nacional      | 3:4             |        | |
| 193    | 6. Aug. 1950  | Competition Cup                                   |                                     | CA Peñarol    | 3:1             |        | |
| 194    | 8. Okt. 1950  | Meisterschaft                                     |                                     | CA Peñarol    | 2:0             |        | |
| 195    | 24. Dez. 1950 | Meisterschaft                                     |                                     | Nacional      | 2:0             |        | |
| 196    | 29. Juli 1951 | Competition Cup                                   |                                     | CA Peñarol    | 1:0             |        | |
| 197    | 14. Okt. 1951 | Meisterschaft                                     |                                     | CA Peñarol    | 1:1             |        | |
| 198    | 6. Jan. 1952  | Meisterschaft                                     |                                     | Nacional      | 3:2             |        | Das Spiel zählte noch zur Vorjahressaison. |
| 199    | 3. Aug. 1952  | Competition Cup                                   |                                     | CA Peñarol    | 2:0             |        | |
| 200    | 19. Okt. 1952 | Meisterschaft                                     |                                     | CA Peñarol    | 2:0             |        | |
| 201    | 28. Dez. 1952 | Meisterschaft                                     |                                     | Nacional      | 1:0             |        | |
| 202    | 4. Feb. 1953  | Copa Montevideo                                   |                                     | Nacional      | 2:1             |        | |
| 203    | 25. Feb. 1953 | Meisterschaft                                     | Finale                              | Nacional      | 4:2             |        | Finale um die Meisterschaft des Vorjahres. |
| 204    | 3. Mai 1953   | Campeonato Cuadrangular                           |                                     | CA Peñarol    | 1:1             |        | |
| 205    | 26. Juli 1953 | Competition Cup                                   |                                     | CA Peñarol    | 4:3             |        | |
| 206    | 25. Okt. 1953 | Meisterschaft                                     |                                     | CA Peñarol    | 5:0             |        | |
| 207    | 3. Jan. 1954  | Meisterschaft                                     | Finale                              | Nacional      | 2:1             |        | Finale um die Meisterschaft des Vorjahres. |
| 208    | 25. Feb. 1954 | Copa Montevideo                                   |                                     | CA Peñarol    | 2:0             |        | |
| 209    | 18. Juli 1954 | Torneo Campeones Sudamericanos Juveniles          |                                     | CA Peñarol    | 3:2             |        | |
| 210    | 29. Aug. 1954 | Freundschaftsturnier                              |                                     | CA Peñarol    | 4:0             |        | |
| 211    | 24. Okt. 1954 | Meisterschaft                                     |                                     | CA Peñarol    | 1:1             |        | |
| 212    | 2. Jan. 1955  | Meisterschaft                                     |                                     | Nacional      | 0:1             |        | Das Spiel zählte noch zur Vorjahressaison. |
| 213    | 8. Mai 1955   | Freundschaftsturnier                              |                                     | Nacional      | 2:1             |        | |
| 214    | 18. Juli 1955 | Competition Cup                                   |                                     | CA Peñarol    | 4:1             |        | |
| 215    | 11. Sep. 1955 | Meisterschaft                                     |                                     | CA Peñarol    | 3:3             |        | |
| 216    | 20. Nov. 1955 | Meisterschaft                                     |                                     | Nacional      | 1:1             |        | |
| 217    | 29. Dez. 1955 | Freundschaftsturnier                              |                                     | CA Peñarol    | 1:1             |        | |
| 218    | 6. Mai 1956   | Freundschaftsturnier                              |                                     | CA Peñarol    | 1:0             |        | |
| 219    | 15. Juli 1956 | Competition Cup                                   |                                     | CA Peñarol    | 1:1             |        | |
| 220    | 23. Sep. 1956 | Meisterschaft                                     |                                     | Nacional      | 1:3             |        | |
| 221    | 2. Dez. 1956  | Meisterschaft                                     |                                     | CA Peñarol    | 1:1             |        | |
| 222    | 16. Juni 1957 | Competition Cup                                   |                                     | Nacional      | 2:2             |        | |
| 223    | 18. Aug. 1957 | Freundschaftsturnier                              |                                     | Nacional      | 3:0             |        | |
| 224    | 20. Okt. 1957 | Meisterschaft                                     |                                     | Nacional      | 2:0             |        | |
| 225    | 22. Dez. 1957 | Meisterschaft                                     |                                     | CA Peñarol    | 3:3             |        | |
| 226    | 26. Jan. 1958 | Freundschaftsturnier                              |                                     | Nacional      | 3:0             |        | |
| 227    | 8. Juni 1958  | Competition Cup                                   |                                     | Nacional      | 1:0             |        | |
| 228    | 28. Sep. 1958 | Meisterschaft                                     |                                     | Nacional      | 0:0             |        | |
| 229    | 21. Dez. 1958 | Meisterschaft                                     |                                     | CA Peñarol    | 2:1             |        | |
| 230    | 5. Feb. 1959  | Freundschaftsturnier                              |                                     | Nacional      | 3:1             |        | |
| 231    | 17. Mai 1959  | Freundschaftsturnier                              |                                     | Nacional      | 1:1             |        | |
| 232    | 12. Juli 1959 | Competition Cup                                   |                                     | Nacional      | 1:0             |        | |
| 233    | 27. Sep. 1959 | Meisterschaft                                     |                                     | CA Peñarol    | 2:0             |        | |
| 234    | 22. Nov. 1959 | Meisterschaft                                     |                                     | Nacional      | 1:0             |        | |
| 235    | 11. Feb. 1960 | Copa Gobernador Dr. Oscar Alende                  |                                     | Nacional      | 4:0             |        | |
| 236    | 20. März 1960 | Meisterschaft                                     |                                     | CA Peñarol    | 2:0             |        | |
| 237    | 3. Apr. 1960  | Campeonato Cuadrangular                           |                                     | Nacional      | 1:1             |        | |
| 238    | 7. Aug. 1960  | Campeonato Artigas                                |                                     | Nacional      | 1:1             |        | |
| 239    | 2. Okt. 1960  | Meisterschaft                                     |                                     | Nacional      | 3:2             |        | |
| 240    | 4. Dez. 1960  | Meisterschaft                                     |                                     | CA Peñarol    | 1:1             |        | |
| 241    | 30. Apr. 1961 | Freundschaftsturnier                              |                                     | CA Peñarol    | 2:1             |        | |
| 242    | 16. Juli 1961 | Competition Cup                                   |                                     | Nacional      | 2:0             |        | |
| 243    | 24. Sep. 1961 | Meisterschaft                                     |                                     | CA Peñarol    | 1:0             |        | |
| 244    | 26. Nov. 1961 | Meisterschaft                                     |                                     | Nacional      | 2:3             |        | |
| 245    | 17. Dez. 1961 | Freundschaftsturnier                              |                                     | Nacional      | 2:1             |        | |
| 246    | 8. Juli 1962  | Copa Campeones de América                         | Halbfinale – Hinspiel               | Nacional      | 2:1             |        | |
| 247    | 18. Juli 1962 | Copa Campeones de América                         | Halbfinale – Rückspiel              | CA Peñarol    | 3:1             |        | |
| 248    | 22. Juli 1962 | Copa Campeones de América                         | Halbfinale – Entscheidungsspiel     | CA Peñarol    | 1:1 n. V.       |        | Da auch im Halbfinale der Copa Campeones de América noch mit dem Punktesystem bewertet wurde, stand es nach Hin- und Rückspiel 2:2 nach Punkten. Erst nach dem Entscheidungsspiel, welches ebenfalls unentschieden endete, wurde die Tordifferenz zur Entscheidungsfindung herangezogen. Der CA Peñarol zog somit ins Finale ein. |
| 249    | 5. Aug. 1962  | Competition Cup                                   |                                     | CA Peñarol    | 1:1             |        | |
| 250    | 14. Okt. 1962 | Meisterschaft                                     |                                     | CA Peñarol    | 4:1             |        | |
| 251    | 27. Dez. 1962 | Meisterschaft                                     |                                     | Nacional      | 0:2             |        | |
| 252    | 19. Apr. 1963 | Freundschaftsturnier                              |                                     | CA Peñarol    | 4:3 n. E. (1:1) |        | Vor dem Elfmeterschießen wurde keine Verlängerung ausgespielt. |
| 253    | 3. Mai 1963   | Freundschaftsturnier                              |                                     | Nacional      | 2:1             |        | |
| 254    | 4. Aug. 1963  | Competition Cup                                   |                                     | Nacional      | 1:0             |        | |
| 255    | 6. Okt. 1963  | Meisterschaft                                     |                                     | Nacional      | 0:1             |        | |
| 256    | 8. Dez. 1963  | Meisterschaft                                     |                                     | CA Peñarol    | 2:1             |        | |
| 257    | 26. Juli 1964 | Freundschaftsturnier                              |                                     | CA Peñarol    | 1:0             |        | |
| 258    | 9. Aug. 1964  | Competition Cup                                   |                                     | CA Peñarol    | 1:1             |        | |
| 259    | 15. Aug. 1964 | Copa El Plata                                     |                                     | Nacional      | 5:3 n. E. (1:1) |        | Vor dem Elfmeterschießen wurde keine Verlängerung ausgespielt. |
| 260    | 23. Aug. 1964 |                                                   |                                     | Nacional      | 0:0             |        | |
| 261    | 18. Okt. 1964 | Meisterschaft & Competition Cup                   |                                     | CA Peñarol    | 2:1             |        | |
| 262    | 20. Dez. 1964 | Meisterschaft                                     |                                     | Nacional      | 0:2             |        | |
| 263    | 4. Juli 1965  | Freundschaftsturnier                              |                                     | Nacional      | 1:1             |        | |
| 264    | 10. Okt. 1965 | Meisterschaft                                     |                                     | Nacional      | 1:1             |        | |
| 265    | 19. Dez. 1965 | Meisterschaft                                     |                                     | CA Peñarol    | 1:1             |        | |
| 266    | 30. Jan. 1966 | Copa Libertadores                                 | 1. Runde (Gruppenphase) – Hinspiel  | CA Peñarol    | 0:4             |        | |
| 267    | 20. März 1966 | Copa Libertadores                                 | 1. Runde (Gruppenphase) – Rückspiel | Nacional      | 0:3             |        | |
| 268    | 10. Apr. 1966 | Copa Libertadores                                 | 2. Runde (Gruppenphase) – Hinspiel  | CA Peñarol    | 3:0             |        | |
| 269    | 23. Apr. 1966 | Copa Libertadores                                 | 2. Runde (Gruppenphase) – Rückspiel | Nacional      | 0:1             |        | |
| 270    | 2. Okt. 1966  | Meisterschaft                                     |                                     | CA Peñarol    | 0:0             |        | |
| 271    | 11. Dez. 1966 | Meisterschaft                                     |                                     | Nacional      | 1:1             |        | |
| 272    | 4. Juni 1967  | Competition Cup                                   |                                     | CA Peñarol    | 2:1             |        | |
| 273    | 11. Juni 1967 | Copa Libertadores                                 | 2. Runde (Gruppenphase) – Hinspiel  | CA Peñarol    | 0:1             |        | |
| 274    | 16. Juli 1967 | Copa Libertadores                                 | 2. Runde (Gruppenphase) – Rückspiel | Nacional      | 2:2             |        | |
| 275    | 30. Juli 1967 | Freundschaftsturnier                              |                                     | CA Peñarol    | 2:2             |        | |
| 276    | 24. Sep. 1967 | Meisterschaft                                     |                                     | Nacional      | 0:0             |        | |
| 277    | 3. Dez. 1967  | Meisterschaft                                     |                                     | CA Peñarol    | 2:0             |        | |
| 278    | 29. Dez. 1967 | Freundschaftsturnier                              |                                     | Nacional      | 2:1             |        | |
| 279    | 2. Feb. 1968  | Copa Libertadores                                 | 1. Runde (Gruppenphase) – Hinspiel  | CA Peñarol    | 1:0             |        | |
| 280    | 16. Feb. 1968 | Copa Libertadores                                 | 1. Runde (Gruppenphase) – Rückspiel | Nacional      | 0:0             |        | |
| 281    | 19. Mai 1968  | Campeonato Especial                               |                                     | CA Peñarol    | 2:0             |        | |
| 282    | 11. Juni 1968 | Trofeo Cofradía                                   |                                     | CA Peñarol    | 1:1             |        | |
| 283    | 15. Sep. 1968 | Meisterschaft                                     |                                     | CA Peñarol    | 0:0             |        | |
| 284    | 8. Dez. 1968  | Meisterschaft                                     |                                     | Nacional      | 0:1             |        | |
| 285    | 14. Feb. 1969 | Copa Montevideo                                   |                                     | Nacional      | 3:1             |        | |
| 286    | 23. Feb. 1969 | Copa Libertadores                                 | 1. Runde (Gruppenphase) – Hinspiel  | CA Peñarol    | 1:1             |        | |
| 287    | 9. März 1969  | Copa Libertadores                                 | 1. Runde (Gruppenphase) – Rückspiel | Nacional      | 2:2             |        | |
| 288    | 26. Apr. 1969 | Copa Libertadores                                 | Halbfinale – Hinspiel               | CA Peñarol    | 0:2             |        | |
| 289    | 30. Apr. 1969 | Copa Libertadores                                 | Halbfinale – Rückspiel              | Nacional      | 0:1             |        | |
| 290    | 4. Mai 1969   | Copa Libertadores                                 | Halbfinale – Entscheidungsspiel     | Nacional      | 0:0 n. V.       |        | Da auch im Halbfinale der Copa Libertadores noch mit dem Punktesystem bewertet wurde, stand es nach Hin- und Rückspiel 2:2 nach Punkten. Erst nach dem Entscheidungsspiel, welches ebenfalls unentschieden endete, wurde die Tordifferenz zur Entscheidungsfindung herangezogen. Nacional zog somit ins Finale ein. |
| 291    | 13. Aug. 1969 | Freundschaftsturnier                              |                                     | CA Peñarol    | 1:1             |        | |
| 292    | 28. Sep. 1969 | Meisterschaft                                     |                                     | CA Peñarol    | 0:2             |        | |
| 293    | 19. Nov. 1969 | Meisterschaft                                     |                                     | Nacional      | 0:0             |        | |
| 294    | 17. Dez. 1969 | Meisterschaft                                     | Zweite Phase                        | Nacional      | 1:1             |        | |
| 295    | 6. Feb. 1970  | Copa Montevideo                                   |                                     | Nacional      | 2:2             |        | |
| 296    | 15. Feb. 1970 | Copa Libertadores                                 | 1. Runde (Gruppenphase) – Hinspiel  | Nacional      | 1:1             |        | |
| 297    | 6. März 1970  | Copa Libertadores                                 | 1. Runde (Gruppenphase) – Rückspiel | CA Peñarol    | 0:0             |        | |
| 298    | 1. Sep. 1970  | Meisterschaft                                     |                                     | CA Peñarol    | 1:0             |        | |
| 299    | 11. Nov. 1970 | Meisterschaft                                     |                                     | Nacional      | 3:2             |        | |
| 300    | 6. Dez. 1970  | Meisterschaft                                     | 2. Phase                            | CA Peñarol    | 1:1             |        | |
| 301    | 6. Feb. 1971  | Copa Montevideo                                   |                                     | CA Peñarol    | 2:0             |        | Das Spiel wurde nach 55 Minuten abgebrochen, da Nacional nach fünf Platzverweisen nur noch sechs Spieler auf dem Feld hatte. |
| 302    | 2. März 1971  | Copa Libertadores                                 | 1. Runde (Gruppenphase) – Hinspiel  | Nacional      | 2:1             |        | |
| 303    | 30. März 1971 | Copa Libertadores                                 | 1. Runde (Gruppenphase) – Rückspiel | CA Peñarol    | 0:2             |        | |
| 304    | 1. Aug. 1971  | Meisterschaft                                     |                                     | Nacional      | 1:1             |        | |
| 305    | 17. Okt. 1971 | Meisterschaft                                     |                                     | CA Peñarol    | 1:2             |        | |
| 306    | 10. Dez. 1971 | Meisterschaft                                     | 2. Phase                            | CA Peñarol    | 0:0             |        | |
| 307    | 21. Apr. 1972 | Copa Libertadores                                 | 2. Runde (Gruppenphase) – Hinspiel  | Nacional      | 1:1             |        | |
| 308    | 3. Mai 1972   | Copa Libertadores                                 | 2. Runde (Gruppenphase) – Rückspiel | CA Peñarol    | 0:3             |        | |
| 309    | 1. Okt. 1972  | Meisterschaft                                     |                                     | CA Peñarol    | 1:1             |        | |
| 310    | 10. Dez. 1972 | Meisterschaft                                     |                                     | Nacional      | 1:1             |        | |
| 311    | 22. Jan. 1973 | Copa del Atlántico                                |                                     | Nacional      | 3:2             |        | |
| 312    | 17. Feb. 1973 | Copa Libertadores                                 | 1. Runde (Gruppenphase) – Hinspiel  | Nacional      | 2:0             |        | |
| 313    | 10. März 1973 | Copa Libertadores                                 | 1. Runde (Gruppenphase) – Rückspiel | CA Peñarol    | 1:1             |        | |
| 314    | 22. Juli 1973 | Ciudad de Montevideo                              |                                     | Nacional      | 2:1             |        | |
| 315    | 14. Okt. 1973 | Meisterschaft                                     |                                     | CA Peñarol    | 1:1             |        | |
| 316    | 2. Dez. 1973  | Meisterschaft                                     |                                     | Nacional      | 1:1             |        | |
| 317    | 31. Jan. 1974 | Copa del Atlántico                                |                                     | CA Peñarol    | 1:1             |        | |
| 318    | 6. Feb. 1974  | Copa Libertadores                                 | 1. Runde (Gruppenphase) – Hinspiel  | Nacional      | 0:1             |        | Der Sieg von Peñarol beendete Nacionals Rekordserie von sechzehn ungeschlagenen Spielen. |
| 319    | 24. Feb. 1974 | Copa Libertadores                                 | 1. Runde (Gruppenphase) – Rückspiel | CA Peñarol    | 0:2             |        | |
| 320    | 16. Juni 1974 | Campeonato de Campeones olímpicos                 |                                     | Nacional      | 1:0             |        | |
| 321    | 27. Okt. 1974 | Meisterschaft                                     |                                     | Nacional      | 0:2             |        | |
| 322    | 8. Dez. 1974  | Meisterschaft                                     |                                     | CA Peñarol    | 3:0             |        | |
| 323    | 23. Jan. 1975 | Liguilla Pre-Libertadores                         |                                     | CA Peñarol    | 4:1             |        | |
| 324    | 20. Apr. 1975 | Meisterschaft                                     |                                     | Nacional      | 1:2             |        | |
| 325    | 6. Juli 1975  | Meisterschaft                                     |                                     | CA Peñarol    | 1:1             |        | |
| 326    | 25. Okt. 1975 | Liga Mayor                                        |                                     | CA Peñarol    | 1:1             |        | |
| 327    | 3. Dez. 1975  | Liga Mayor                                        |                                     | Nacional      | 2:1             |        | |
| 328    | 28. Jan. 1976 | Liguilla Pre-Libertadores                         |                                     | CA Peñarol    | 5:1             |        | |
| 329    | 3. März 1976  | Copa Libertadores                                 | 1. Runde (Gruppenphase) – Hinspiel  | CA Peñarol    | 1:1             |        | |
| 330    | 24. März 1976 | Copa Libertadores                                 | 1. Runde (Gruppenphase) – Rückspiel | Nacional      | 1:2             |        | |
| 331    | 5. Mai 1976   | Meisterschaft                                     |                                     | CA Peñarol    | 3:1             |        | |
| 332    | 11. Juli 1976 | Meisterschaft                                     |                                     | Nacional      | 0:1             |        | |
| 333    | 27. Okt. 1976 | Liga Mayor                                        |                                     | CA Peñarol    | 2:2             |        | |
| 334    | 18. Nov. 1976 | Liga Mayor                                        |                                     | Nacional      | 2:0             |        | |
| 335    | 19. Dez. 1976 | Liguilla Pre-Libertadores                         |                                     | CA Peñarol    | 2:0             |        | |
| 336    | 22. Mai 1977  | Liga Mayor                                        |                                     | Nacional      | 1:1             |        | |
| 337    | 3. Juli 1977  | Liga Mayor                                        |                                     | CA Peñarol    | 0:0             |        | |
| 338    | 2. Nov. 1977  | Meisterschaft                                     |                                     | Nacional      | 1:1             |        | |
| 339    | 22. Dez. 1977 | Meisterschaft                                     |                                     | CA Peñarol    | 0:0             |        | |
| 340    | 13. Jan. 1978 | Liguilla Pre-Libertadores                         |                                     | CA Peñarol    | 1:0             |        | |
| 341    | 27. Feb. 1978 | Torneo Nocturno                                   |                                     | CA Peñarol    | 1:1             |        | |
| 342    | 30. Apr. 1978 | Meisterschaft                                     |                                     | Nacional      | 2:2             |        | |
| 343    | 30. Juli 1978 | Meisterschaft                                     |                                     | CA Peñarol    | 1:1             |        | |
| 344    | 8. Okt. 1978  | Liga Mayor                                        |                                     | CA Peñarol    | 1:2             |        | |
| 345    | 15. Nov. 1978 | Liga Mayor                                        |                                     | Nacional      | 0:0             |        | |
| 346    | 13. Dez. 1978 | Liguilla Pre-Libertadores                         |                                     | CA Peñarol    | 3:0             |        | |
| 347    | 21. Feb. 1979 | Copa Montevideo                                   |                                     | CA Peñarol    | 4:0             |        | |
| 348    | 8. März 1979  | Copa Libertadores                                 | 1. Runde (Gruppenphase) – Hinspiel  | CA Peñarol    | 0:0             |        | |
| 349    | 28. März 1979 | Copa Libertadores                                 | 1. Runde (Gruppenphase) – Rückspiel | Nacional      | 1:1             |        | |
| 350    | 1. Juli 1979  | Meisterschaft                                     |                                     | Nacional      | 3:0             |        | |
| 351    | 14. Nov. 1979 | Meisterschaft                                     |                                     | CA Peñarol    | 1:0             |        | |
| 352    | 28. Jan. 1980 | Liguilla Pre-Libertadores                         |                                     | CA Peñarol    | 2:1             |        | |
| 353    | 4. Feb. 1980  | Liguilla Pre-Libertadores                         |                                     | Nacional      | 2:0             |        | |
| 354    | 11. Juni 1980 | Meisterschaft                                     |                                     | Nacional      | 3:1             |        | |
| 355    | 7. Sep. 1980  | Meisterschaft                                     |                                     | CA Peñarol    | 0:0             |        | |
| 356    | 31. Mai 1981  | Meisterschaft                                     |                                     | Nacional      | 3:2             |        | |
| 357    | 30. Sep. 1981 | Copa Libertadores                                 | 2. Runde (Gruppenphase) – Hinspiel  | CA Peñarol    | 1:1             |        | |
| 358    | 21. Okt. 1981 | Copa Libertadores                                 | 2. Runde (Gruppenphase) – Rückspiel | Nacional      | 1:1             |        | |
| 359    | 25. Nov. 1981 | Meisterschaft                                     |                                     | CA Peñarol    | 3:2             |        | Beginn der mit sechs Partien längsten Siegesserie des CA Peñarol. |
| 360    | 16. Jan. 1982 | Liguilla Pre-Libertadores                         |                                     | CA Peñarol    | 2:1             |        | |
| 361    | 7. Apr. 1982  | Gold Cup                                          |                                     | CA Peñarol    | 2:1             |        | |
| 362    | 8. Aug. 1982  | Meisterschaft                                     |                                     | CA Peñarol    | 1:0             |        | |
| 363    | 3. Nov. 1982  | Meisterschaft                                     |                                     | Nacional      | 0:1             |        | |
| 364    | 5. März 1983  | Torneo Nocturno                                   |                                     | CA Peñarol    | 3:2             |        | |
| 365    | 30. Apr. 1983 | Copa Artigas                                      |                                     | Nacional      | 1:0 n. V.       |        | |
| 366    | 5. Juni 1983  | Meisterschaft                                     |                                     | Nacional      | 2:0             |        | |
| 367    | 5. Juli 1983  | Copa Libertadores                                 | 2. Runde (Gruppenphase) – Hinspiel  | CA Peñarol    | 2:0             |        | |
| 368    | 15. Juli 1983 | Copa Libertadores                                 | 2. Runde (Gruppenphase) – Rückspiel | Nacional      | 1:2             |        | |
| 369    | 10. Sep. 1983 | Sport Press Cup                                   |                                     | CA Peñarol    | 4:2 n. E. (0:0) |        | Vor dem Elfmeterschießen wurde keine Verlängerung ausgespielt. |
| 370    | 23. Okt. 1983 | Meisterschaft                                     |                                     | CA Peñarol    | 0:1             |        | |
| 371    | 19. Jan. 1984 | Liguilla Pre-Libertadores                         |                                     | Nacional      | 1:0             |        | |
| 372    | 1. Feb. 1984  | Copa Montevideo                                   |                                     | Nacional      | 4:1             |        | |
| 373    | 20. Mai 1984  | Meisterschaft                                     |                                     | CA Peñarol    | 2:2             |        | |
| 374    | 16. Sep. 1984 | Meisterschaft                                     |                                     | Nacional      | 1:1             |        | |
| 375    | 17. Okt. 1984 | Meisterschaft                                     | Spiel um Platz 3                    | CA Peñarol    | 3:2 n. E. (0:0) |        | |
| 376    | 21. Nov. 1984 | Campeonato Colombes                               |                                     | Nacional      | 0:0             |        | |
| 377    | 12. Dez. 1984 | Liguilla Pre-Libertadores                         |                                     | CA Peñarol    | 2:0             |        | |
| 378    | 12. Mai 1985  | Competition Cup                                   |                                     | CA Peñarol    | 2:0             |        | |
| 379    | 18. Juli 1985 | Gold Cup                                          |                                     | CA Peñarol    | 4:2 n. E. (0:0) |        | |
| 380    | 18. Aug. 1985 | Gold Cup                                          |                                     | CA Peñarol    | 4:0             |        | |
| 381    | 11. Sep. 1985 | Gold Cup                                          |                                     | CA Peñarol    | 3:2             |        | |
| 382    | 22. Okt. 1985 | Meisterschaft                                     |                                     | Nacional      | 0:0             |        | |
| 383    | 30. Okt. 1985 | Gold Cup                                          |                                     | CA Peñarol    | 1:0             |        | |
| 384    | 27. Nov. 1985 | Gold Cup                                          |                                     | Nacional      | 5:3 n. E. (0:0) |        | Vor dem Elfmeterschießen wurde keine Verlängerung ausgespielt. |
| 385    | 15. Dez. 1985 | Meisterschaft                                     |                                     | CA Peñarol    | 2:0             |        | |
| 386    | 18. Dez. 1985 | Gold Cup                                          |                                     | CA Peñarol    | 2:1             |        | |
| 387    | 19. März 1986 |                                                   |                                     | Nacional      | 1:0             |        | |
| 388    | 24. Apr. 1986 | Competition Cup                                   |                                     | CA Peñarol    | 3:0             |        | |
| 389    | 10. Mai 1986  | Bayer Cup                                         |                                     | Nacional      | 3:0             |        | |
| 390    | 10. Sep. 1986 | President’s Cup                                   |                                     | CA Peñarol    | 2:1             |        | |
| 391    | 29. Okt. 1986 | Meisterschaft                                     |                                     | Nacional      | 1:1             |        | |
| 392    | 16. Nov. 1986 | Meisterschaft                                     |                                     | CA Peñarol    | 0:0             |        | |
| 393    | 19. Nov. 1986 | Gold Cup                                          |                                     | CA Peñarol    | 2:1             |        | |
| 394    | 17. Dez. 1986 | Copa de los Grandes                               |                                     | CA Peñarol    | 1:1             |        | |
| 395    | 6. Jan. 1987  | Meisterschaft                                     | Finale                              | CA Peñarol    | 4:3 n. E. (0:0) |        | Finale um die Meisterschaft des Vorjahres. |
| 396    | 9. Feb. 1987  |                                                   |                                     | Nacional      | 3:1             |        | |
| 397    | 22. März 1987 | Copa Sebastián Elcano                             |                                     | Nacional      | 5:4 n. E. (0:0) |        | |
| 398    | 23. Apr. 1987 | Copa Casa de Andalucía                            |                                     | CA Peñarol    | 2:1             |        | |
| 399    | 13. Mai 1987  | Competition Cup                                   |                                     | CA Peñarol    | 2:0             |        | |
| 400    | 14. Okt. 1987 | Meisterschaft                                     |                                     | Nacional      | 2:0             |        | |
| 401    | 18. Nov. 1987 | Meisterschaft                                     |                                     | CA Peñarol    | 1:1             |        | |
| 402    | 26. Feb. 1988 |                                                   |                                     | CA Peñarol    | 1:0             |        | |
| 403    | 18. Mai 1988  | Competition Cup                                   |                                     | CA Peñarol    | 3:0             |        | |
| 404    | 19. Juni 1988 | Meisterschaft                                     |                                     | Nacional      | 1:2             |        | |
| 405    | 25. Sep. 1988 | Meisterschaft                                     |                                     | CA Peñarol    | 3:0             |        | |
| 406    | 4. Juni 1989  | Competition Cup                                   |                                     | Nacional      | 1:1             |        | |
| 407    | 27. Sep. 1989 | Freundschaftsturnier                              |                                     | Nacional      | 0:0             |        | |
| 408    | 29. Nov. 1989 | Meisterschaft                                     |                                     | Nacional      | 2:0             |        | |
| 409    | 8. Jan. 1990  | Liguilla Pre-Libertadores                         |                                     | CA Peñarol    | 1:1             |        | |
| 410    | 19. Apr. 1990 | Competition Cup                                   |                                     | CA Peñarol    | 0:0             |        | Das Spiel wurde nach 80 Minuten auf Grund von 20 Platzverweisen abgebrochen. |
| 411    | 6. Mai 1990   | Competition Cup                                   |                                     | CA Peñarol    | 1:0             |        | |
| 412    | 17. Sep. 1990 | Meisterschaft                                     |                                     | Nacional      | 1:0             |        | |
| 413    | 12. Dez. 1990 | Meisterschaft                                     |                                     | CA Peñarol    | 2:0             |        | |
| 414    | 5. Jan. 1991  | Liguilla Pre-Libertadores                         |                                     | Nacional      | 1:1             |        | |
| 415    | 26. Mai 1991  | Meisterschaft                                     |                                     | CA Peñarol    | 0:0             |        | |
| 416    | 27. Okt. 1991 | Meisterschaft                                     |                                     | Nacional      | 0:1             |        | |
| 417    | 27. Jan. 1992 | Liguilla Pre-Libertadores                         |                                     | CA Peñarol    | 0:0             |        | |
| 418    | 30. Jan. 1992 | Liguilla Pre-Libertadores                         |                                     | Nacional      | 5:4 n. E. (1:1) |        | |
| 419    | 14. Juni 1992 | Meisterschaft                                     |                                     | CA Peñarol    | 0:0             |        | |
| 420    | 30. Sep. 1992 | Supercopa Sudamericana                            | 1. Runde – Hinspiel                 | Nacional      | 2:2             |        | |
| 421    | 7. Okt. 1992  | Supercopa Sudamericana                            | 1. Runde – Rückspiel                | CA Peñarol    | 0:1             |        | |
| 422    | 15. Dez. 1992 | Meisterschaft                                     |                                     | Nacional      | 1:0             |        | |
| 423    | 20. Jan. 1993 | Liguilla Pre-Libertadores                         |                                     | Nacional      | 3:1             |        | |
| 424    | 10. Mai 1993  | Meisterschaft                                     |                                     | Nacional      | 0:1             |        | |
| 425    | 24. Okt. 1993 | Meisterschaft                                     |                                     | CA Peñarol    | 3:1             |        | |
| 426    | 12. Jan. 1994 | Liguilla Pre-Libertadores                         |                                     | Nacional      | 3:1             |        | |
| 427    | 12. Juni 1994 | Meisterschaft                                     | Apertura                            | CA Peñarol    | 2:1             |        | |
| 428    | 9. Okt. 1994  | Meisterschaft                                     | Clausura                            | Nacional      | 1:2             |        | |
| 429    | 17. Dez. 1994 | Liguilla Pre-Libertadores                         |                                     | CA Peñarol    | 2:1             |        | |
| 430    | 21. Mai 1995  | Meisterschaft                                     | Apertura                            | Nacional      | 2:1             |        | |
| 431    | 6. Aug. 1995  | Meisterschaft                                     | Clausura                            | CA Peñarol    | 1:0             |        | |
| 432    | 5. Nov. 1995  | Meisterschaft                                     | Clausura – Entscheidungsspiel       | Nacional      | 5:4 n. E. (2:2) |        | |
| 433    | 8. Nov. 1995  | Meisterschaft                                     | Finale – Hinspiel                   | CA Peñarol    | 1:0             |        | |
| 434    | 12. Nov. 1995 | Meisterschaft                                     | Finale – Rückspiel                  | Nacional      | 2:1             |        | |
| 435    | 15. Nov. 1995 | Meisterschaft                                     | Finale – Entscheidungsspiel         | CA Peñarol    | 3:1             |        | Der CA Peñarol gewinnt die Meisterschaft. |
| 436    | 10. Dez. 1995 | Liguilla Pre-Libertadores                         |                                     | CA Peñarol    | 1:0             |        | |
| 437    | 23. Feb. 1996 | Hyundai Cup                                       |                                     | CA Peñarol    | 3:1             |        | |
| 438    | 12. Mai 1996  | Meisterschaft                                     | Apertura                            | CA Peñarol    | 2:0             |        | |
| 439    | 18. Aug. 1996 | Meisterschaft                                     | Clausura                            | Nacional      | 2:1             |        | |
| 440    | 25. Aug. 1996 | Copa Uruguay 1996                                 |                                     | CA Peñarol    | 1:0 n. E. (1:1) |        | |
| 441    | 28. Aug. 1996 | Copa Uruguay 1996                                 |                                     | CA Peñarol    | 3:2             |        | |
| 442    | 13. Okt. 1996 | Meisterschaft                                     | Finale – Hinspiel                   | CA Peñarol    | 1:0             |        | |
| 443    | 20. Okt. 1996 | Meisterschaft                                     | Finale – Rückspiel                  | Nacional      | 1:1             |        | Der CA Peñarol gewinnt die Meisterschaft. |
| 444    | 1. Dez. 1996  | Liguilla Pre-Libertadores                         |                                     | Nacional      | 2:0             |        | |
| 445    | 27. Feb. 1997 | Copa Libertadores                                 | Gruppenphase – Hinspiel             | Nacional      | 1:4             |        | |
| 446    | 19. März 1997 | Copa Libertadores                                 | Gruppenphase – Rückspiel            | CA Peñarol    | 0:2             |        | |
| 447    | 11. Mai 1997  | Meisterschaft                                     | Apertura                            | CA Peñarol    | 2:0             |        | |
| 448    | 15. Juni 1997 | Supercopa Sudamericana                            | Qualifikationsrunde – Hinspiel      | CA Peñarol    | 2:2             |        | |
| 449    | 6. Juli 1997  | Supercopa Sudamericana                            | Qualifikationsrunde – Rückspiel     | Nacional      | 1:2             |        | Beginn der mit sechs Partien längsten Siegesserie des CA Peñarol. |
| 450    | 19. Okt. 1997 | Meisterschaft                                     | Clausura                            | Nacional      | 3:4             |        | |
| 451    | 5. Nov. 1997  | Meisterschaft                                     | Halbfinale                          | CA Peñarol    | 3:2             |        | |
| 452    | 5. Dez. 1997  | Liguilla Pre-Libertadores                         | Finale                              | CA Peñarol    | 3:1             |        | |
| 453    | 25. Feb. 1998 | Copa Libertadores                                 | Gruppenphase – Hinspiel             | CA Peñarol    | 2:1             |        | |
| 454    | 18. März 1998 | Copa Libertadores                                 | Gruppenphase – Rückspiel            | Nacional      | 1:4             |        | |
| 455    | 17. Mai 1998  | Meisterschaft                                     | Apertura                            | Nacional      | 2:0             |        | |
| 456    | 27. Sep. 1998 | Meisterschaft                                     | Clausura                            | CA Peñarol    | 2:4             |        | |
| 457    | 23. Mai 1999  | Meisterschaft                                     | Apertura                            | Nacional      | 1:0             |        | |
| 458    | 25. Aug. 1999 | Copa Mercosur                                     | Gruppenphase – Hinspiel             | CA Peñarol    | 0:0             |        | |
| 459    | 5. Okt. 1999  | Copa Mercosur                                     | Gruppenphase – Rückspiel            | Nacional      | 1:2             |        | |
| 460    | 17. Okt. 1999 | Meisterschaft                                     | Clausura                            | CA Peñarol    | 2:1             |        | |
| 461    | 3. Nov. 1999  | Meisterschaft                                     | Finale – Hinspiel                   | CA Peñarol    | 1:1             |        | |
| 462    | 7. Nov. 1999  | Meisterschaft                                     | Finale – Rückspiel                  | Nacional      | 1:1             |        | |
| 463    | 13. Nov. 1999 | Meisterschaft                                     | Finale – Entscheidungsspiel         | CA Peñarol    | 2:1             |        | Der CA Peñarol gewinnt die Meisterschaft. |
| 464    | 11. Juni 2000 | Meisterschaft                                     | Apertura                            | CA Peñarol    | 0:1             |        | |
| 465    | 26. Nov. 2000 | Meisterschaft                                     | Clausura                            | Nacional      | 1:1             |        | Bei dieser Begegnung kam es zu einer Massenschlägerei unter den Spielern, die mit einem anschließenden Gerichtsverfahren und der Verurteilung der Nacional-Spieler Richard Morales, Mario Regueiro und Marco Vanzini, der Peñarol-Akteure Marcelo De Souza, Enrique De los Santos, Federico Elduayen, Martín García, Darío Rodríguez und Fabián Césaro sowie deren Trainer Julio Ribas endete.                                                                                |
| 466    | 7. Dez. 2000  | Meisterschaft                                     | Finale – Hinspiel                   | CA Peñarol    | 0:1             |        | |
| 467    | 10. Dez. 2000 | Meisterschaft                                     | Finale – Rückspiel                  | Nacional      | 1:1             |        | Nacional gewinnt die Meisterschaft. |
| 468    | 6. Mai 2001   | Meisterschaft                                     | Klassifikationsspiel                | CA Peñarol    | 2:1             |        | |
| 469    | 9. Sep. 2001  | Meisterschaft                                     | Apertura                            | Nacional      | 1:2             |        | |
| 470    | 28. Okt. 2001 | Meisterschaft                                     | Clausura                            | CA Peñarol    | 0:2             |        | |
| 471    | 19. Juni 2002 | Meisterschaft                                     | Klassifikationsspiel                | Nacional      | 1:1             |        | |
| 472    | 1. Sep. 2002  | Meisterschaft                                     | Apertura                            | CA Peñarol    | 0:2             |        | |
| 473    | 24. Nov. 2002 | Meisterschaft                                     | Clausura                            | Nacional      | 2:4             |        | |
| 474    | 1. Juni 2003  | Meisterschaft                                     | Apertura                            | Nacional      | 3:1             |        | |
| 475    | 9. Nov. 2003  | Meisterschaft                                     | Clausura                            | CA Peñarol    | 3:1             |        | |
| 476    | 4. Dez. 2003  | Meisterschaft                                     | Halbfinale                          | CA Peñarol    | 3:1             |        | Der CA Peñarol gewinnt die Meisterschaft, da er bereits gesetzter Finalist war und dort nach dem Halbfinalsieg gegen sich selbst hätte antreten müssen. In diesem Halbfinale wurden insgesamt zehn gelbe Karten gezeigt und sieben Platzverweise ausgesprochen – unter anderem auch gegen Nacionals technischen Direktor und zwei Spieler auf der Ersatzbank. |
| 477    | 27. Jan. 2004 | Copa Conrad Ciudad de Punta del Este              |                                     | Nacional      | 0:1             |        | |
| 478    | 1. Feb. 2004  | Torneo Ciudad de Paysandú                         |                                     | CA Peñarol    | 0:3             |        | |
| 479    | 13. Juni 2004 | Meisterschaft                                     | Klassifikationsspiel                | CA Peñarol    | 0:0             |        | |
| 480    | 24. Okt. 2004 | Meisterschaft                                     | Apertura                            | CA Peñarol    | 1:2             |        | |
| 481    | 5. Dez. 2004  | Meisterschaft                                     | Clausura                            | Nacional      | 3:2             |        | |
| 482    | 23. Jan. 2005 | Copa Conrad Ciudad de Punta del Este              |                                     | Nacional      | 5:4 n. E. (1:1) |        | Das Spiel wurde zunächst nach 75 Minuten unterbrochen, nachdem Hooligans aus dem Fanblock von Peñarol Nacionals Torwart mit Flaschen beworfen hatten. Nach 13 Minuten erfolgte die Fortsetzung. Vor dem Elfmeterschießen wurde keine Verlängerung ausgespielt. |
| 483    | 12. Juni 2005 | Meisterschaft                                     | Zwischenmeisterschaft               | CA Peñarol    | 2:2             |        | Von März bis Juli 2005 wurde ein Campeonato Uruguayo Especial ausgespielt, um anschließend den Übergang zur jahresübergreifenden Meisterschaft zu ermöglichen. |
| 484    | 14. Aug. 2005 | Trofeo Teresa Herrera                             |                                     | Nacional      | 3:1             |        | |
| 485    | 27. Nov. 2005 | Meisterschaft                                     | Apertura                            | CA Peñarol    | 0:0             |        | Erstes Clásico im jahresübergreifenden Meisterschaftsmodus. |
| 486    | 12. Jan. 2006 | Copa Conrad Ciudad de Punta del Este              |                                     | CA Peñarol    | 0:1             |        | |
| 487    | 21. Mai 2006  | Meisterschaft                                     | Clausura                            | Nacional      | 2:2             |        | |
| 488    | 26. Nov. 2006 | Meisterschaft                                     | Apertura                            | CA Peñarol    | 4:1             |        | |
| 489    | 24. Jan. 2007 | Copa Ricard                                       |                                     | CA Peñarol    | 5:4 n. E. (0:0) |        | Vor dem Elfmeterschießen wurde keine Verlängerung ausgespielt. |
| 490    | 29. Apr. 2007 | Meisterschaft                                     | Clausura                            | Nacional      | 0:3             |        | |
| 491    | 6. Juni 2007  | Liguilla Pre-Libertadores                         |                                     | Nacional      | 1:0             |        | |
| 492    | 25. Nov. 2007 | Meisterschaft                                     | Apertura                            | Nacional      | 1:1             |        | |
| 493    | 28. Jan. 2008 | Copa Ricard                                       |                                     | Nacional      | 3:0             |        | |
| 494    | 2. Feb. 2008  | Copa SUAT                                         |                                     | CA Peñarol    | 1:2             |        | |
| 495    | 11. Mai 2008  | Meisterschaft                                     | Clausura                            | CA Peñarol    | 4:2             |        | |
| 496    | 13. Juli 2008 | Liguilla Pre-Libertadores                         |                                     | CA Peñarol    | 2:0             |        | |
| 497    | 14. Dez. 2008 | Meisterschaft                                     | Apertura                            | CA Peñarol    | 0:1             |        | |
| 498    | 17. Jan. 2009 | Campeonato Internacional de Verano                | Halbfinale                          | Nacional      | 2:1             |        | Vor dem Elfmeterschießen wurde keine Verlängerung ausgespielt. |
| 499    | 24. Mai 2009  | Meisterschaft                                     | Clausura                            | Nacional      | 3:2             |        | |
| 500    | 6. Dez. 2009  | Meisterschaft                                     | Apertura                            | Nacional      | 3:0             |        | |
| 501    | 15. Jan. 2010 | Campeonato Internacional de Verano                | Halbfinale                          | Nacional      | 6:5 n. E. (0:0) |        | Vor dem Elfmeterschießen wurde keine Verlängerung ausgespielt. |
| 502    | 18. Apr. 2010 | Meisterschaft                                     | Clausura                            | CA Peñarol    | 0:0             |        | |
| 503    | 12. Mai 2010  | Meisterschaft                                     | Halbfinale                          | Nacional      | 2:0             |        | Nach dem Modus der uruguayischen Liga treten nach Ablauf der regulären Saison die jeweils Erstplatzierten der Apertura und der Clausura im Halbfinale gegeneinander an. Der Gewinner zieht ins Finale ein und spielt dort mit dem Erstplatzierten der Jahrestabelle die Meisterschaft aus. Da der CA Peñarol sowohl die Wertung der Clausura gewonnen hatte als auch die Jahrestabelle anführte, traf der Verein trotz der Halbfinalniederlage im Finale erneut auf Nacional. |
| 504    | 15. Mai 2010  | Meisterschaft                                     | Finale – Hinspiel                   | Nacional      | 0:1             |        | |
| 505    | 18. Mai 2010  | Meisterschaft                                     | Finale – Rückspiel                  | CA Peñarol    | 1:1             |        | Der CA Peñarol gewinnt die Meisterschaft. |
| 506    | 14. Nov. 2010 | Meisterschaft                                     | Apertura                            | Nacional      | 0:0             |        | |
| 507    | 14. Jan. 2011 | Campeonato Internacional de Verano                | Halbfinale                          | Nacional      | 5:3 n. E. (2:2) |        | Vor dem Elfmeterschießen wurde keine Verlängerung ausgespielt. |
| 508    | 21. Jan. 2011 | Copa Bicentenario                                 |                                     | Nacional      | 1:2             |        | |
| 509    | 8. Mai 2011   | Meisterschaft                                     | Clausura                            | CA Peñarol    | 0:1             |        | |
| 510    | 21. Nov. 2011 | Meisterschaft                                     | Apertura                            | Nacional      | 2:1             |        | |
| 511    | 13. Jan. 2012 | Campeonato Internacional de Verano                | Halbfinale                          | CA Peñarol    | 6:5 n. E. (1:1) |        | |
| 512    | 19. Jan. 2012 | Copa Antel de las Comunicaciones                  |                                     | Nacional      | 1:0             |        | |
| 513    | 20. Mai 2012  | Meisterschaft                                     | Clausura                            | CA Peñarol    | 2:3             |        | |
| 514    | 11. Nov. 2012 | Meisterschaft                                     | Apertura                            | CA Peñarol    | 0:0             |        | |
| 515    | 16. Jan. 2013 | Campeonato Internacional de Verano                | Halbfinale                          | Nacional      | 0:1             |        | |
| 516    | 5. Mai 2013   | Meisterschaft                                     | 11. Spieltag / Clausura             | Nacional      | 0:3             |        | |
| 517    | 24. Nov. 2013 | Meisterschaft                                     | 12. Spieltag / Apertura             | Nacional      | 2:3             |        | |
| 518    | 11. Jan. 2014 | Campeonato Internacional de Verano                | Halbfinale                          | CA Peñarol    | 3:4 n. E. (0:0) |        | |
| 519    | 20. Jan. 2014 | Copa Antel                                        |                                     | Nacional      | 0:1             |        | |
| 520    | 27. Apr. 2014 | Meisterschaft                                     | Clausura                            | CA Peñarol    | 5:0             |        | |
| 521    | 9. Nov. 2014  | Meisterschaft                                     | Apertura                            | Nacional      | 2:1             |        | |
| 522    | 12. Jan. 2015 | Copa Bandes                                       |                                     | CA Peñarol    | 0:1             |        | |
| 523    | 18. Jan. 2015 | Copa Antel                                        |                                     | Nacional      | 3:0             |        | |
| 524    | 17. Mai 2015  | Meisterschaft                                     | Clausura                            | CA Peñarol    | 1:1             |        | |
| 525    | 14. Juni 2015 | Meisterschaft                                     | Halbfinale                          | Nacional      | 3:2             |        | In der Verlängerung wurde das Spiel in der 111. Minute abgebrochen, nachdem es wegen Ausschreitungen der Peñarol-Fans für 15 Minuten unterbrochen worden war. Das Ergebnis blieb aber bestehen. |
| 526    | 8. Nov. 2015  | Meisterschaft                                     | Apertura                            | Nacional      | 1:1             |        | |
| 527    | 14. Jan. 2016 | Copa Bandes                                       |                                     | CA Peñarol    | 4:2 n. E. (1:1) |        | |
| 528    | 20. Jan. 2016 | Copa Antel                                        |                                     | Nacional      | 3:1             |        | |
| 529    | 15. Mai 2016  | Meisterschaft                                     | Clausura                            | CA Peñarol    | 2:2             |        | |
| -      | 27. Nov. 2016 | Meisterschaft                                     | Especial                            | CA Peñarol    | Abgesagt        |        | Spiel wurde vor dem Start wegen Ausschreitungen abgesagt. |
| 530    | 5. Apr. 2017  | Meisterschaft                                     | Apertura                            | CA Peñarol    | 1:1             |        | |
| 531    | 14. Aug. 2017 | Freundschaftsturnier                              |                                     | CA Peñarol    | 0:1             |        | |
| 532    | 17. Sep. 2017 | Meisterschaft                                     | Clausura                            | Nacional      | 0:2             |        | |
| 533    | 22. Jan. 2018 | Copa Antel                                        |                                     | Nacional      | 0:2             |        | |
| 534    | 26. Jan. 2018 | Supercopa Uruguaya                                |                                     | CA Peñarol    | 3:1             |        | |
| 535    | 22. Apr. 2018 | Meisterschaft                                     | Apertura                            | CA Peñarol    | 1:1             |        | |
| 536    | 20. Okt. 2018 | Meisterschaft                                     | Clausura                            | Nacional      | 1:1             |        | |
| 537    | 11. Nov. 2018 | Meisterschaft                                     | Finale                              | Nacional      | 1:2             |        | |
| 538    | 21. Jan. 2019 | Freundschaftsturnier                              |                                     | CA Peñarol    | 2:0             |        | |
| 539    | 3. Feb. 2019  | Supercopa Uruguaya                                |                                     | Nacional      | 4:3 n. E. (2:2) |        | |
| 540    | 12. Mai 2019  | Meisterschaft                                     | Apertura                            | CA Peñarol    | 1:1             |        | |
| 541    | 6. Juli 2019  | Copa Gigantes de América                          |                                     | CA Peñarol    | 2:1             |        | |
| 542    | 1. Sep. 2019  | Meisterschaft                                     | Intermedio                          | Nacional      | 3:0             |        | |
| 543    | 17. Nov. 2019 | Meisterschaft                                     | Clausura                            | Nacional      | 0:0             |        | |
| 544    | 11. Dez. 2019 | Meisterschaft                                     | Clausura Finale                     | CA Peñarol    | 0:2             |        | |
| 545    | 15. Dez. 2019 | Meisterschaft                                     | Halbfinale                          | Nacional      | 1:0             |        | |
| 546    | 9. Aug. 2020  | Meisterschaft                                     | Apertura                            | Nacional      | 1:1             |        | |
| 547    | 13. Dez. 2020 | Meisterschaft                                     | Intermedio                          | CA Peñarol    | 3:2             |        | |
| 548    | 3. Feb. 2021  | Meisterschaft                                     | Clausura                            | CA Peñarol    | 0:0             |        | |
| 549    | 4. Juli 2021  | Meisterschaft                                     | Apertura                            | Nacional      | 2:0             |        | |
| 550    | 15. Juli 2021 | Copa Sudamericana                                 |                                     | Nacional      | 1:2             |        | |
| 551    | 22. Juli 2021 | Copa Sudamericana                                 |                                     | CA Peñarol    | 0:1             |        | Peñarol zog aufgrund der Auswärtstorregel weiter. |
| 552    | 31. Okt. 2021 | Meisterschaft                                     | Clausura                            | CA Peñarol    | 0:0             |        | |
|        | 22. Jan. 2022 | Rio de la Plata Series                            |                                     | Nacional      | Abbruch         |        | Spiel wurde nach 81 Minuten wegen schlechtem Wetter beim Stand von 0:0 abgebrochen. Peñarol kam eine Runde weiter durch Münzwurf |
| 553    | 26. Jan. 2022 | Copa Tricampeones del Mundo                       |                                     | CA Peñarol    | 1:0             |        | |
| 554    | 27. Feb. 2022 | Meisterschaft                                     | Apertura                            | CA Peñarol    | 1:0             |        | |
| 555    | 4. Sep. 2022  | Meisterschaft                                     | Clausura                            | Nacional      | 3:1             |        | |
| 556    | 23. Jan. 2023 | Rio de la Plata Series                            |                                     | CA Peñarol    | 4:3 n. E. (2:2) |        | |
| 557    | 1. Apr. 2023  | Meisterschaft                                     | Apertura                            | CA Peñarol    | 2:0             |        | |

Anmerkung: Die drei per Walk over entschiedenen Spiele sind in der Liste nicht mit einer Nummer versehen.

## Statistik

### Spiel- und Torbilanz
| Wettbewerb                | Spiele | Siege CA Peñarol | Remis | Siege Nacional | Tore CA Peñarol | Tore Nacional |
| ------------------------- | ------ | ---------------- | ----- | -------------- | --------------- | ------------- |
| Meisterschaft             | 250    | 89               | 84    | 77             | 321             | 292           |
| Copa Libertadores         | 38     | 13               | 15    | 10             | 44              | 41            |
| Liguilla Pre-Libertadores | 22     | 12               | 4     | 6              | 34              | 21            |
| Sonstige                  | 207    | 71               | 61    | 75             | 261             | 263           |
| Gesamt                    | 517    | 184              | 164   | 167            | 655             | 612           |

Anmerkung: (Stand: nach Spiel vom 1. April 2023)
Die Spiele 5, 16, 17, 114 und 116 sind in dieser Aufstellung ebenso nicht berücksichtigt wie auch die Walk-over-Spiele und abgebrochenen Spiele.

### Erfolgsserien
| Besonderheit                            | Anzahl der Spiele | Zeitraum kalendarisch                                                | Zeitraum Spielnummern |
| --------------------------------------- | ----------------- | -------------------------------------------------------------------- | --------------------- |
| Meiste Siege Nacionals in Serie         | 8                 | 17. Dezember 1939 – 14. Dezember 1941                                | 157 – 164             |
| Meiste Siege Peñarols in Serie          | 6                 | 25. November 1981 – 5. März 1983 6. Juli 1997 – 18. März 1998        | 359 – 364 449 – 454   |
| Längste Serie ungeschlagen von Nacional | 16                | 2. März 1971 – 31. Januar 1974                                       | 302 – 317             |
| Längste Serie ungeschlagen von Peñarol  | 11                | 2. Dezember 1934 – 12. Dezember 1937 20. Mai 1984 – 30. Oktober 1985 | 139 – 149 373 – 383   |
| Längste Serie unentschieden             | 5                 | 19. November 1969 – 6. März 1970                                     | 293 – 297             |
| Längste Serie ohne unentschieden        | 22                | 17. Oktober 1992 – 13. Oktober 1996                                  | 421 – 442             |

## Individuelle Rekorde

### Rekordspieler
| Platz | Spieler          | Verein     | Spiele | Debüt |
| ----- | ---------------- | ---------- | ------ | ----- |
| 1     | José Piendibene  | CA Peñarol | 62     | 1908  |
| 2     | Antonio Pacheco  | CA Peñarol | 53     | 1994  |
| 3     | Fernando Morena  | CA Peñarol | 49     | 1973  |
| 3     | Pablo Bengoechea | CA Peñarol | 49     | 1993  |

### Rekordtorschützen
| Platz | Spieler             | Verein                       | Tore | Erstes Tor |
| ----- | ------------------- | ---------------------------- | ---- | ---------- |
| 1     | Atilio García       | Nacional                     | 34   | 1938       |
| 2     | Fernando Morena     | CA Peñarol                   | 27   | 1973       |
| 3     | José Piendibene     | CURCC (10) CA Peñarol (11)   | 21   | 1908       |
| 4     | Pablo Bengoechea    | CA Peñarol                   | 20   | 1993       |
| 5     | Juan Hohberg        | CA Peñarol                   | 19   | 1949       |
| 6     | Carlos Scarone      | CURCC (9) Nacional (9)       | 18   | 1909       |
| 6     | Hector Scarone      | Nacional                     | 18   | 1916       |
| 7     | Omar Oscar Míguez   | CA Peñarol                   | 15   | 1949       |
| 8     | Pedro Rocha         | CA Peñarol                   | 13   | 1963       |
| 9     | Bibiano Zapirain    | Nacional                     | 12   | 1940       |
| 9     | Alberto Spencer     | CA Peñarol                   | 12   | 1960       |
| 9     | Luis Alberto Romero | CA Peñarol (10) Nacional (2) | 12   | 1995       |